# Friedrichshafen
Friedrichshafen (phát âm tiếng Đức: [fʁiːdʁiksˈhafn̩]) là một thành phố công nghiệp trên bờ phía bắc của hồ Constance (Bodensee) ở miền Nam nước Đức, gần biên giới của cả Thụy Sĩ và Áo.  Đây là thủ phủ huyện (Kreisstadt) của huyện Bodensee thuộc bang Baden-Württemberg. Friedrichshafen có dân số khoảng 61.221 (tháng 12 năm 2020).
Thành phố có sân bay Friedrichshafen

## Lịch sử
Friedrichshafen được thành lập vào năm 1811 như là một phần của Vương quốc mới Württemberg, một đồng minh của Pháp trong chiến tranh Napoléon. Nó được đặt tên cho Vua Frederick I của Württemberg, người đã ưu đãi nó như một cảng miễn phí và điểm trung chuyển cho thương mại của vương quốc Thụy Sĩ. Friedrichshafen được tạo ra từ thành phố Buchhorn trước đây, và đã dùng huy hiệu của nó. Thành phố mới cũng hợp nhất làng Hofen trước đây, nơi có tu viện đã được tân trang lại để làm nơi cư trú mùa hè của các vị vua Württemberger.